# Wassileostrowski rajon (Sankt Petersburg)
Der Wassileostrowski rajon (russisch Василеостровский район, wiss. Transliteration Vasileostrovskij rajon) ist ein Stadtbezirk von Sankt Petersburg. Er zählt zu den kleinsten Bezirken innerhalb der Stadt.

## Geschichte
Der Bezirk wurde in der Zeit von März bis Mai 1917 als einer der ersten Bezirke Petrograds gebildet. Am 9. April 1936 wurde das Gebiet östlich der 13. Linie als Bezirk Swerdlowsk abgetrennt. Am 1. Juni 1961 wurden beide Gebiete wieder zusammengelegt.

## Geographie
Der Rajon besteht aus der Wassiljewski-Insel, der Dekabristeninsel und der Schwefelinsel.

## Administrative Gliederung
Innerhalb der Grenzen des Zentralny-Bezirks von St. Petersburg existieren fünf „Innerstädtische Gemeinden“ mit dem Status von Gemeindebezirken, die über eine begrenzte Autonomie verfügen.
| [ 3 ] | [ 4 ] | Flagge | Wappen | Name                                      | Russisch           | Status             | Einwohner (14. Oktober 2010) |
| ----- | ----- | ------ | ------ | ----------------------------------------- | ------------------ | ------------------ | ---------------------------- |
| 2     |       |        |        | Wassileostrowski rajon                    | Василеостровский   | Rajon              | 203.058                      |
| 2     | 07    |        |        | Nr. 7                                     | № 7                | Munizipaler Bezirk | 39.168                       |
| 2     | 08    |        |        | Wassiljewski                              | Васильевский       | Munizipaler Bezirk | 32.236                       |
| 2     | 08    |        |        | Nr. 78                                    | № 78               | Munizipaler Bezirk | 35.927                       |
| 2     | 09    |        |        | Gawan (dt. Hafen)                         | Гавань             | Munizipaler Bezirk | 34.885                       |
| 2     | 10    |        |        | Okrug Morskoi (dt. Seebezirk)             | Округ Морской      | Munizipaler Bezirk | 60.842                       |
| 2     | 11    |        |        | Ostrow Dekabristow (dt. Dekabristeninsel) | Остров Декабристов | Munizipaler Bezirk | 24.038                       |